# The Mercury Phoenix Trust
The Mercury Phoenix Trust è un'organizzazione di volontariato e di informazione che cerca di combattere l'AIDS in tutto il mondo.
Dopo la morte di Freddie Mercury avvenuta a Londra il 24 novembre 1991 e causata dalla sopracitata patologia, i rimanenti componenti dei Queen e Jim Beach, loro manager, organizzarono il Freddie Mercury Tribute Concert for AIDS Awareness, evento utilizzato per lanciare la nuova fondazione, che è in piena attività tutt'oggi.
I principali membri dell'organizzazione sono Brian May, John Deacon, Jim Beach, Roger Taylor e Mary Austin (ex compagna di Freddie Mercury)